# Edat fosca digital

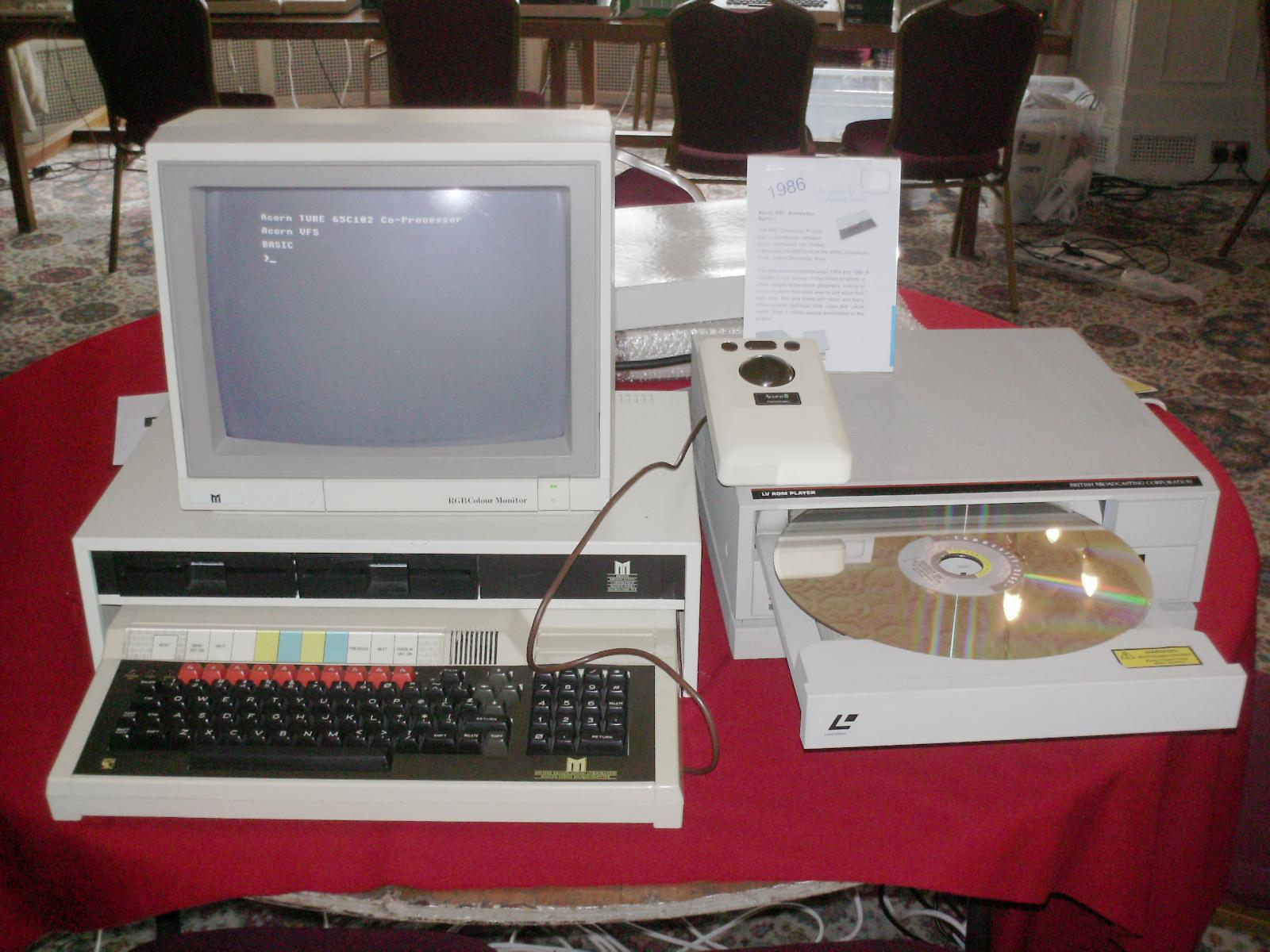
Un terminal informàtic configurat amb un laserdisc que conté informació del projecte BBC Domesday (1986). El Domesday Book té 900 anys i encara es pot llegir, mentre que el disc làser ja es considera obsolet i difícil de llegir.

Edat Fosca Digital és el període que transcorre a partir de la Revolució Digital, també anomenada Tercera Revolució Industrial, que va començar entre finals de la dècada del 1950 a finals de la dècada del 1970 amb l'adopció i la proliferació dels ordinadors digitals i el manteniment dels registres digitals que segueix fins als nostres dies.
L'edat fosca digital és una manca d'informació històrica en l'era digital com a resultat directe de formats d'arxiu obsolet, programari o maquinari que es converteixen en corruptes, escasses o inaccessibles a mesura que evolucionen les tecnologies i es descomponen les dades. Per a les generacions futures els pot resultar difícil o impossible de recuperar documents electrònics i multimèdia, ja que s'han registrat en un format d'arxiu obsolet i obscur.
El nom deriva del terme «Edat fosca» en el sentit que podria haver-hi una relativa manca de registres en l'era digital, ja que els documents es transfereixen a formats digitals i es perden còpies originals. Una menció primerenca del terme va ser en una conferència de la Federació Internacional d'Associacions i Institucions Bibliotecàries (IFLA) el 1997. El terme també es va esmentar el 1998 a la conferència Time and Bits, que va ser copatrocinada per la Long Now Foundation i el Getty Conservation Institute.

## Formats de fitxers propietaris i obsolets
El problema no es limita als documents de text, sinó que s'aplica igualment a fotografies, vídeo, àudio i altres tipus de documents electrònics. Una de les preocupacions que condueix a l'ús del terme és que els documents s'emmagatzemen en mitjans físics que requereixen un maquinari especial per tal de ser llegit i que aquest maquinari no estarà disponible en poques dècades des del moment en què es va crear el document. Un exemple d'aquest problema és que les unitats de disc capaços de llegir disquets de 5¼ i 8 polzades no són fàcilment accessibles.
L'Edat Fosca Digital també s'aplica als problemes que sorgeixen a causa de formats d'arxiu obsolets. En aquest cas, és la manca de programari necessari que causa problemes quan es recuperen els documents emmagatzemats. Això és especialment problemàtic quan s'utilitzen formats propietaris, en aquest cas podria ser impossible escriure programari adequat per llegir el fitxer.